# Kračúnovce
Kračúnovce és un poble i municipi d'Eslovàquia. Es troba a la regió de Prešov, al nord del país.

## Història
La primera referència escrita de la vila data del 1347.

## Demografia
| Godina             | 1994 | 2004   | 2014   | 2024   |
| ------------------ | ---- | ------ | ------ | ------ |
| Nombre de persones | 1024 | 1123   | 1206   | 1273   |
| Diferència         |      | +9,66% | +7,39% | +5,55% |

| Godina             | 2023 | 2024   |
| ------------------ | ---- | ------ |
| Nombre de persones | 1271 | 1273   |
| Diferència         |      | +0,15% |